# Вільям Елісон Андерс
Вільям Елісон Андерс (англ. William Alison Anders; 17 жовтня 1933, Гонконг — 7 червня 2024) — американський військовий льотчик, астронавт, державний діяч. 21 — 27 грудня 1968 здійснив політ у космос в складі екіпажу космічного корабля «Аполлон-8», перший в історії пілотований політ до Місяця. Згодом перебував на державній службі, був послом США в Норвегії, обіймав керівні посади у великих корпораціях. Загальний наліт на різних типах літальних апаратів понад 6000 годин, надалі — активно літав на невеликих гвинтових літаках. Генерал-майор у відставці.

## Дитинство і юність
Вільям Андерс народився в сім'ї лейтенанта флоту США Артура Андерса, який проходив військову службу в Гонконзі на канонерського човні «Пане». У 1937 році батько Вільяма перебував у бойовому патрулюванні на річці Янцзи і 12 грудня корабель вступив у бій з японськими військовими загонами, що окупували Китай. Замінивши пораненого командира, Артур Андерс прийняв командування на себе і став першим американцем в історії, який віддав наказ стріляти в японських військовиків. За цей бій батько Вільяма нагороджений «Військово-морським хрестом», а згодом — «Пурпурним серцем». Вільяму тоді було чотири роки, і він з матір'ю Мюріель Адамс Андерс за щасливим збігом обставин залишилися живі в плутанині японського вторгнення в Китай. Героїчний приклад батька значною мірою вплинув на характер і долю його сина. Вільям став активістом руху «Бойскаути Америки» і досяг другого за значенням рангу «довічного бойскаута».

## Освіта
- 1955 — закінчив Військово-морську академію США, здобув ступінь бакалавра наук.
- 1962 — в Технологічному інституті військово-повітряних сил США на базі ВПС Райт-Паттерсен здобув ступінь магістра наук з ядерної техніки.
- 1979 — пройшов курс розробки перспективних засобів управління у Гарвардській школі бізнесу.

## Військова служба
- 1955 — призваний на службу в ВПС США. Пройшов льотну підготовку на базах ВПС в Техас і Джорджії.
- У грудні 1956 — здобув кваліфікацію військового льотчика.
- З 1957 — служив льотчиком-винищувачем в ескадрильї всепогодних винищувачів-перехоплювачів Командування Протиповітряної оборони в Каліфорнії і Ісландії.
- З 1960 — служив у Лабораторії озброєнь ВПС на базі ВПС Кіртленд в Нью-Мексико, працював за програмою розробки захисту від радіаційного впливу.
- 1963 — звання капітана ВПС
- 1968 — звання підполковника ВПС
- Вересня 1969 — вийшов у відставку з військової служби.

## Космічна підготовка
- З 5 червня по 15 липня 1963 року в НАСА проводився прийом заяв на участь у відборі до групи підготовки астронавтів за програмами «Джеміні» і «Аполлон». Кваліфікаційні вимоги були досить жорсткими: вік до 35 років, зріст не вище 183 сантиметрів, диплом пілота реактивної авіації, не менше 1000 годин нальоту, ступінь бакалавра з фізики, інженерних або біологічних наук, громадянство США і відмінне здоров'я. Вільям Андерс потрапив до групи з 71 військового пілота, попередньо відібраних з цього набору.
- 17 жовтня 1963 — відібраний у складі остаточної групи з 14 осіб. З цієї групи четверо загинули, з них троє — в авіакатастрофах, а Роджер Чаффі — при пожежі на випробуваннях космічного корабля «Аполлон-1».
- Жовтень 1963 — зарахований до загону астронавтів НАСА. Після проходження підготовки отримав призначення в Відділ астронавтів НАСА. Займався питаннями радіаційної дозиметрії, системами контролю параметрів навколишнього середовища і терморегуляції.
- Працював оператором зв'язку з екіпажем в центрі управління під час польотів кораблів «Джеміні-4» і «Джеміні-12».
- Був призначений дублером пілота корабля «Джеміні-11», пройшов підготовку до роботи у відкритому космосі.
- Працював за програмою «Аполлон», брав участь у розробці місячного модуля корабля і для цієї мети виконував польоти на експериментальному літальному апараті з відпрацювання посадки на Місяць (англ. Lunar Landing Research Vehicle - LLRV).
- Листопад 1967 — призначений пілотом в екіпаж корабля «Аполлон-8» разом з Френком Борманом і Майклом Коллінзом. Програма цього польоту, як і програма польоту «Аполлон-9» з екіпажем у складі Джеймса Макдівітта, Девіда Скотта і Рассела Швайкарта, передбачала випробування місячного модуля на орбіті Землі. До літа 1968 року термін підготовки місячного модуля було перенесено на кінець весни 1969, тому НАСА було прийнято рішення змінити польотне завдання експедиції на «Аполлоні-8». Як нове завдання був поставлений перший обліт Місяця кораблем без місячного модуля. Враховуючи високий рівень кваліфікації командира екіпажу експедиції «Аполлон-8» Джеймса Макдівітта по роботі з місячним модулем, було прийнято рішення поміняти екіпажі експедицій «Аполлон-8» і «Аполлон-9». Потім у Майкла Коллінза виникли медичні проблеми, і його замінили Джеймсом Ловеллом.
- 21 грудня 1968 — стартував у космос як пілот місячного модуля (за відсутності самого місячного модуля) у складі екіпажу космічного корабля «Аполлон-8» спільно з Френком Борманом і Джеймсом Ловеллом. Став 33-м людиною і 21-м американцем в космосі.
- 24 грудня 1968 — корабель переведений на селеноцентричну орбіту, на якій залишався 20 годин 7 хвилин, зробивши 10 витків. Вперше в історії пілотований корабель вийшов на орбіту Місяця.
- 27 грудня 1968 — «Аполлон-8» здійснив посадку на Землю.

Тривалість польоту склала 6 діб, 3:00 00 хвилин, 42 секунди.

### Подальша підготовка
- Входив до складу дублюючого екіпажу експедиції «Аполлон-11» як пілот командного модуля
- Вересень 1969 — пішов з НАСА.

## Професійна і державна діяльність
- З 1969 по 1973 — працював виконавчим секретарем Національної Ради з аеронавтики і дослідження космічного простору
- Серпень 1973 — призначений членом Комісії з атомної енергії, що відповідала за всі науково-дослідні роботи з ядерної і не-ядерній енергетиці США.
- 1973 — призначений співголовою з американської сторони змішаної американо-радянської програми з технологічного обміну в галузі розподілу атомного ядра і термоядерної енергії.
- Січень 1975 — призначений першим головою Комісії з управління діяльністю в галузі атомної енергетики.
- 1976 — призначений послом США в Норвегії
- 1977 — пішов у відставку з державної служби.
- В 1976—1977 — працював в Американському інституті підприємництва.
- Вересень 1977 — призначений віце-президентом і головним керівником відділення атомної продукції компанії «Дженерал Електрик» у Сан-Хосе (Каліфорнія).
- Січень 1980 — призначений головним керуючим відділення авіаційного обладнання компанії «Дженерал Електрик» в Ютика (штат Нью-Йорк).
- 1984 — призначений виконавчим віце-президентом з аерокосмічної техніки компанії «Текстрон».
- 1986 — призначений головним виконавчим віце-президентом компанії «Текстрон» з основної діяльності.
- 1990 — призначений віце-головою в корпорації «Дженерал Дайнемикс»
- Січень 1991 — обраний головою та директором-розпорядником корпорації «Дженерал Дайнемикс».
- 1994 — пішов у відставку з корпоративних постів.
- Станом на початок 2024 рокуnbsp;— президент Музею авіаційної слави.

Загинув 7 червня 2024 року у авіакатастрофі. Літак, яким він керував один, упав у води біля островів Сан-Хуан в штаті Вашингтон (США).

## Нагороди
- Медаль ВВС «За видатні заслуги»
- Медаль ВВС «За заслуги»
- Медаль НАСА «За видатні заслуги»

Включений до Зали слави астронавтів.

## Цікаві факти
- На честь Вільяма Андерса названий кратер на Місяці.

## Джерело
- Офіційна біографія НАСА [Архівовано 23 листопада 2013 у Wayback Machine.](англ.)